# Lomno
Lomno je naselje v Občini Krško.